# Lato (ferry)
 (juillet 2023).
Si vous disposez d'ouvrages ou d'articles de référence ou si vous connaissez des sites web de qualité traitant du thème abordé ici, merci de compléter l'article en donnant les références utiles à sa vérifiabilité et en les liant à la section « Notes et références ».
Pour les articles homonymes, voir Lato.
Le Lato (en grec : Λατώ, Lató) est un ferry ayant appartenu à la compagnie grecque ANEK Lines. Construit de 1974 à 1975 aux chantiers Naikai Zōsen Yards de Setoda (fusionnée à la ville d'Onomichi depuis 2006) pour la compagnie japonaise Taiheiyō Enkai Ferry, il portait à l'origine le nom de Daisetsu (だいせつ, Daisetsu). Mis en service en juin 1975 sur les lignes entre la côte pacifique d'Honshū et Hokkaidō, il sera transféré en 1982 dans la flotte de Taiheiyō Ferry, créée à la suite de la faillite de Taiheiyō Enkai Ferry. Vendu à la compagnie Higashi Nihon Ferry en 1985, il est renommé Varuna (ばるな, Baruna) et navigue toujours entre Honshū et Hokkaidō. Remplacé en 1987 par le nouveau Varuna, le navire est cédé à la compagnie grecque ANEK Lines qui le rebaptise Lato. Après transformations, il est mis en service à compter de 1989 entre la Grèce et l'Italie avant d'être transféré entre Le Pirée et la Crète en 1997. Retiré du service en 2014, il est cédé en 2016 à la société Laton Shipping et porte successivement les noms de Laton et Talaton bien que désarmé durant cette période. Après quatre ans d'immobilisation, il est finalement remorqué puis démoli aux chantiers turcs d'Aliağa en 2018.

## Histoire

### Origines et construction
En 1972, la compagnie Taiheiyō Enkai Ferry commence ses activités entre Nagoya l'île de Kyūshū. Le service est inauguré à l'aide du car-ferry Arkas, rejoint l'année suivante par son sister-ship l‘Albireo avant que les deux navires ne soient placés en avril sur les lignes vers Hokkaidō. Souhaitant proposer une offre plus importante sur cet axe, l'armateur commande fin 1973 deux navires supplémentaires.
Conçus sur la base des deux navires précédents, les futures unités sont cependant prévues pour être plus imposantes avec une longueur de 175 mètres pour 23 mètres de large. Tout comme leurs prédécesseurs, leur conception est davantage orientée vers le transport de fret. Leur capacité passagère est même légèrement inférieure tandis que la capacité de roulage est accrue. Ils seront néanmoins capables de transporter environ 900 passagers dans des conditions de confort supérieur à celles de la plupart des navires japonais avec des cabines en première classe et des couchettes et des dortoirs en seconde classe. Les locaux communs se constituent essentiellement d'un salon panoramique, d'un restaurant et de bains publics. À l'instar de leurs aînés, leur construction sera assurée par les chantiers Naikai Zōsen. Le premier d'entre eux, baptisé Ishikari est lancé en septembre 1974.
Le second navire, nommé Daisetsu, est mis sur cale à Setoda le 20 septembre 1974, lendemain du lancement de son sister-ship. Le navire est lancé le 28 mars 1975 et livré après finitions le 20 juin suivant à Taiheiyō Enkai Ferry.

### Service

#### Taiheiyō Enkai Ferry/Taiheiyō Ferry (1975-1985)
Le Daisetsu commence son service commercial en juin 1975 entre Nagoya, Sendai et Tomakomai.
En 1980, la coque du navire est allongée de 12,50 mètres au cours d'une opération de jumboïsation. La capacité de roulage se trouve ainsi augmentée de 6%, permettant l'embarquement de 14 camions supplémentaires.
En 1982, la compagnie Taiheiyō Enkai Ferry, en proie à d'importantes difficultés financières, cesse ses activités. Les actifs et la flotte de cette dernière sont alors transférés au sein de la nouvelle société Taiheiyō Ferry.
En janvier 1985, la compagnie fait le constat que trois navires sont suffisants pour assurer le service. Le Daisetsu est ainsi cédé à la compagnie Higashi Nihon Ferry.

#### Higashi Nihon Ferry (1985-1987)
Livré à son nouveau propriétaire, le navire est rebaptisé Varuna. Après quelques transformations, avec notamment l'ajout d'une rampe latérale à la proue, le navire commence ses rotations le 16 mars 1985, toujours entre Honshū et Hokkaidō, mais cette fois-ci sur la ligne Ōarai - Muroran.
Remplacé en 1987 par le nouveau Varuna, le navire est vendu à la compagnie grecque ANEK Lines.

#### ANEK Lines (1987-2016)
Renommé Lato, le navire quitte le Japon après avoir avitaillé à Yokohama le 8 mai 1987 pour rejoindre la Grèce. Après avoir traversé l'océan Indien, il franchit le canal de Suez du 23 au 25 août puis arrive à destination quelques jours plus tard.
Le navire subit ensuite d'importantes transformations consistant en l'ajout de plusieurs blocs au niveau des ponts supérieurs permettant la création de nouvelles cabines et le réaménagement des locaux existants. Les travaux se poursuivent jusqu'en 1989.
Une fois les transformations achevées, le Lato est mis en service courant 1989 entre la Grèce et l'Italie. Le navire est alors le fleuron de la compagnie ANEK Lines jusqu'à l'arrivée de l‘El. Venizelos en 1992. À partir de cette même année, la compagnie rivale Minoan Lines met en service sur le même axe son sister-ship l'ancien Ishikari, devenu l‘Erotokritos. Celui-ci n'a cependant pas bénéficié de transformations d'ampleur comme son jumeau et demeure dans une configuration assez proche de son état initial. À partir de 1997, le Lato est remplacé par les Kriti I et Kriti II et positionné en conséquence entre Le Pirée et la Crète.
Le 16 mars 2007, le navire entre en collision avec le quai à Héraklion alors qu'il tentait une manœuvre d'accostage par mauvais temps. Malgré des dégâts mineurs, il est immobilisé quelques jours pour réparations.
Cette même année, il est affrété à partir du mois de juin par la Compagnie nationale algérienne de navigation (CNAN) qui le fait naviguer entre l'Algérie et la France. En août, son exploitation est interrompue en raison d'une avarie au niveau de ses machines, nécessitant son rapatriement à Perama pour y effectuer les réparations. Il reprend par la suite son service vers la Crète.
Durant l'été 2012, il navigue entre l'Italie et l'Albanie dans le cadre d'un partenariat entre ANEK Lines et la société Stea Group.
Prévu pour être affrété pendant l'été 2014 par le consortium sarde GoInSardinia, le navire souffrira cependant d'une avarie au niveau de ses machines peu de temps avant sa mise en service, ce qui conduira à l'annulation de l'affrètement. Il sera néanmoins utilisé en août afin d'abriter le gouvernement libyen à Tobrouk au début de la deuxième guerre civile libyenne.
De retour en Grèce le 6 septembre, le Lato est désarmé à Perama. Prévu pour rejoindre en 2015 le chantier de démolition d'Alang, en Inde, le navire demeurera immobilisé en raison d'un projet de conversion en navire de croisière par la ville de Souda qui ne verra cependant pas le jour.

#### Dernières années (2016-2018)
En février 2016, le Lato est vendu à la société Laton Shipping SA. Rebaptisé Laton, il est immatriculé dans un premier temps à Saint-Christophe-et-Niévès puis aux Bahamas. Malgré un passage en cale sèche et quelques travaux réalisés à bord, le navire reste désarmé. En 2017, il est renommé Talaton. Un dernier projet de conversion en hôtel flottant exploité par la compagnie SeaJets est un temps évoqué, puis abandonné.
Le navire est finalement vendu à la démolition en juin 2018. Il quitte Pérama en remorque le 18 juin à destination du chantier d'Aliağa en Turquie qu'il atteint le 20 juin.

## Aménagements
Le Lato possédait 10 ponts. Si le navire s'étend en réalité sur 11 ponts, l'un d'entre eux est inexistant au niveau du garage afin de permettre au navire de transporter du fret. Les ponts sont désignés par ordre alphabétique du plus haut jusqu'au plus bas (à l'exception du plus haut dénommé Sky). Les locaux passagers occupaient les ponts Sky, A et B tandis que la partie avant du pont A et la partie arrière du pont C étaient consacrés à l'équipage. Les ponts E, D et C abritaient quant à eux les garages.

### Locaux communs
Malgré sa conception orientée vers le transport de fret, le Daisetsu était à l'origine équipé d'installations confortables destinée aux passagers telles qu'un salon à deux étages et un restaurant de style japonais et des bains publics.
Au cours des transformations de 1987-1989, à la suite de l'acquisition du navire par ANEK Lines, les aménagements sont en grande partie modifiés. Un restaurant, un self-service et un bar-salon sont ajoutés au pont B, une discothèque, un salon et un bar lido avec piscine sont aménagés au pont Sky.
Une boutique, un casino ainsi qu'un sauna étaient également à la disposition des passagers.

### Cabines
Durant la période japonaise du navire, les installations étaient séparées en deux classes. On retrouvait des cabines de première classe de taille variable principalement situées sur le pont B. La seconde classe proposait quant à elle majoritairement des places en couchettes mais aussi en dortoir sur le pont D.
Entre 1987 et 1989, les travaux entrepris par ANEK Lines voient une importante modification des cabines. La plupart des installations de seconde classe sont supprimées et remplacées par des cabines privatives à quatre couchettes dotées pour la plupart de sanitaires. D'autres sont ajoutées sur le pont A. Quelques dortoirs sont conservés sur le pont D et un salon fauteuils est aménagé sur le pont C.

## Caractéristiques
Le Lato mesurait à l'origine 175,60 mètres de long pour 23,98 mètres de large, son tonnage était de 11 879 UMS. À la suite d'une refonte en 1980, il est allongé de 12,50, portant sa longueur à 188,40 mètres et son tonnage à 12 709 UMS. Celui-ci atteindra finalement 25 460 UMS après la refonte de 1987-1989. Dans sa configuration initiale, il pouvait embarquer 905 passagers et possédait un spacieux garage pouvant contenir 130 remorques et 105 véhicules puis 156 remorques et 100 voitures après la refonte de 1980. À partir de 1989, il pouvait accueillir 1 564 passagers et 850 véhicules. Le garage était initialement accessible par trois portes rampes, deux portes axiales situées à la proue et à poupe et une porte latérale située à la poupe du côté tribord. En 1985, une porte latérale est ajoutée à la proue du côté tribord. La propulsion du Lato était assurée par deux moteurs diesels Mitsubishi-MAN V7V 52/55 développant une puissance de 20 594 kW entrainant deux hélices faisant filer le bâtiment à une vitesse de 21,5 nœuds. Il est en outre doté d'un propulseur d'étrave ainsi qu'un stabilisateur anti-roulis. Les dispositifs de sécurité étaient à l'époque essentiellement composés de radeaux de sauvetage mais aussi d'une embarcation semi-rigide de secours. À partir de 1989, le navire était équipé de quatre embarcations de sauvetage ouvertes de taille moyenne et de deux embarcations fermées, également de taille moyenne.

## Lignes desservies
Au début de sa carrière, le Daisetsu desservait les lignes inter-îles japonaises de Taiheiyō Enkai Ferry puis de Taiheiyō Ferry entre la côte pacifique d'Honshū et Hokkaidō sur la route Nagoya - Sendai - Tomakomai. Il sera affecté à partir de 1985 entre Ōarai et Muroran pour le compte de la compagnie Higashi Nihon Ferry.
À partir de 1989, sous les couleurs d'ANEK Lines, le Lato est dans un premier temps affecté entre la Grèce et l'Italie sur la ligne Patras - Igoumenitsa - Corfou - Ancône avant d'être exploité en 1997 entre Le Pirée et La Canée en Crète jusqu'en 2014.
Le Lato a également navigué entre l'Algérie et la France sur la ligne entre Alger et Marseille sous affrètement par la CNAN au cours de l'été 2007 mais aussi entre l'Italie et l'Albanie sur la ligne Bari - Durrës pendant l'été 2012.